# Medaillenspiegel der Olympischen Winterspiele 1968
Diese Tabelle zeigt den Medaillenspiegel der Olympischen Winterspiele 1968 in Grenoble. Die Platzierungen sind nach der Anzahl der gewonnenen Goldmedaillen sortiert, gefolgt von der Anzahl der Silber- und Bronzemedaillen. Weisen zwei oder mehr Länder eine identische Medaillenbilanz auf, werden sie alphabetisch geordnet auf dem gleichen Rang geführt. Dies entspricht dem System, das vom IOC verwendet wird.
Jeweils zwei Silber- und keinen Bronzemedaillengewinner gab es im Eisschnelllauf der Männer über 500 m und 1500 m, drei Silbermedaillengewinnerinnen gab es im 500-m-Eisschnelllauf der Frauen.

## Medaillenspiegel
| Platz | Mannschaft               | Gold | Silber | Bronze | Gesamt |
| ----- | ------------------------ | ---- | ------ | ------ | ------ |
| 01    | Norwegen (NOR)           | 6    | 6      | 2      | 14     |
| 02    | Sowjetunion (URS)        | 5    | 5      | 3      | 13     |
| 03    | Frankreich (FRA)         | 4    | 3      | 2      | 9      |
| 04    | Italien (ITA)            | 4    | —      | —      | 4      |
| 05    | Österreich (AUT)         | 3    | 4      | 4      | 11     |
| 06    | Niederlande (NED)        | 3    | 3      | 3      | 9      |
| 07    | Schweden (SWE)           | 3    | 2      | 3      | 8      |
| 08    | BR Deutschland (FRG)     | 2    | 2      | 3      | 7      |
| 09    | Vereinigte Staaten (USA) | 1    | 5      | 1      | 7      |
| 10    | DDR (GDR)                | 1    | 2      | 2      | 5      |
| 0     | Finnland (FIN)           | 1    | 2      | 2      | 5      |
| 12    | Tschechoslowakei (TCH)   | 1    | 2      | 1      | 4      |
| 13    | Kanada (CAN)             | 1    | 1      | 1      | 3      |
| 14    | Schweiz (SUI)            | —    | 2      | 4      | 6      |
| 15    | Rumänien (ROU)           | —    | —      | 1      | 1      |
|       | Gesamt                   | 35   | 39     | 32     | 106    |